# Гребля Фергуг
Гребля Фергуг (Fergoug) – гідротехнічна споруда на півночі Алжиру.
Греблю спорудили з метою використання ресурсу уеду Ель-Хаммам (впадає до Середземного моря за півсотні кілометрів на схід від Орану) для іригації рівнини Хабра (східна частина рівнини Мокта – великої пласкої ділянки у прибережній частині Тель-Атласу, яка в звичайному стані без штучної подачі води мала засолонені землі).
В межах проекту долину уеду перекрили мурованою греблею висотою 43 метра (на фундаментом, висота над руслом уеду – 35 метрів) та шириною по основі 33 метрв. Вона мала складну форму та складалась із:
-  центральної частини завдовжки 316 метрів
- лівобережної водопереливної частини завдовжки 125 метрів із гребенем на 2,4 (за іншими даними – 1,6) метра нижче від гребеня центральної частини греблі;
- розташованої під великим (120 градусів) кутом до основної греблі правобережної бічної стінки довжиною 30 метрів.
Споруда могла утримувати водосховище об’ємом 30 млн м3.
Вже у квітні 1872 року повінь з витратою води 700 м3/с призвела до пошкодження водоскиду, в якому утворився пролом довжиною 55 метрів та висотою 12 метрів. Відбудова водоскиду завершилась в 1873-му, при цьому він був модифікований щоб підвищити міцність.
В 1881-му повінь з витратою 850 м3/с пошкодила 125 метрів центральної частини та правобережної стінки греблі, при цьому нижче по течії загинуло біля двохсот осіб. На цей раз відбудова тривала з 1883 по 1885 роки.
Наприкінці листопада 1927 року у регіоні випали особливо рясні дощі, так що протягом 22 годин рівень водойми піднявся на 28 метрів, а витрати води досягнули 5000 м3/с. 26 листопада, коли товщина шару води над водоскидом перевищила 3,8 метра, почалось руйнування центральної частини греблі, підсумком чого стало утворення пролому шириною 200 метрів та висотою 16 метрів. 
Вихід з ладу греблі Фергуг призвів до рішення спорудити вище по течії греблю Буханіфія, яка була зведена в 1929 – 1940 роках та дозволила відновити іригацію рівнини Хабра.
В 1967 – 1969 роках звели нову греблю Фергуг, що виконана як земляна споруда із глиняним ядром, в якій ближче, але не впритул, до лівого завершення облаштований бетонний водоскид шириною понад сім десятків метрів. Вона дозволила створити водосховище об’ємом 17 млн м3, що через замулення вже у 1977-му скоротився до 9,7 млн м3. В 1986 – 1989 роках провели операцію з відновлення водойми, під час якої з неї вилучили 10 млн м3 намулу, а в 2005-му довелось знову узятись за видалення намулу зі сховища.